# Hibiscus loandensis
Hibiscus loandensis är en malvaväxtart som beskrevs av William Philip Hiern. Hibiscus loandensis ingår i Hibiskussläktet som ingår i familjen malvaväxter. Inga underarter finns listade i Catalogue of Life.